# 1860 na Venezuela
Esta é uma cronologia dos principais fatos ocorridos no ano de 1860 na Venezuela.

## Arte
- Am Orinoco (En el Orinoco), de Ferdinand Bellermann.

## Personalidades

### Nascimentos
- César Zumeta (m. 1955), escritor, jornalista, diplomata e político.
- 31 de maio – Tulio Febres Cordero (m. 1938), escritor, historiador, professor e jornalista.

### Mortes
- 4 de janeiro – Rafael María Baralt (n. 1810), escritor, historiador, jornalista e crítico venezuelano.
- 10 de janeiro – Ezequiel Zamora (n. 1817), político e líder militar.[1]
- 25 de agosto – Pedro Aranguren (n. 1820), militar.
- 7 de novembro – José María García (n. 1789), militar.